# Machanaim
Machanaim é uma palavra do livro de Gênesis (32:3) que significa "dois acampamentos".
É também um nome de organização que lida com a assimilação espiritual de Judeus da antiga USSR em Israel. Esta organização produziu vários livros e classes, especialmente para conversão. Foi o principal proponente do Sionismo Religioso em meio as orações judaicas em Russo.

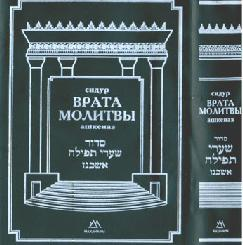
Prayerbook "Gates of Prayer", Machanaim, 1998.